# Hypodessus cruciatus
Hypodessus cruciatus är en skalbaggsart som först beskrevs av Régimbart 1903.  Hypodessus cruciatus ingår i släktet Hypodessus och familjen dykare. Inga underarter finns listade i Catalogue of Life.